# A Distância
A Distância, álbum lançado em 1984, é o 3º álbum de estúdio da dupla sertaneja brasileira Alan & Aladim. Foi lançado pelo selo Magazine. 
A canção de maior sucesso deste álbum foi "Parabéns Amor".

## Faixas
Lado A
| N.º | Título               | Duração |  |
| 1.  | "Voltei pra Você"    | 2:31    |  |
| 2.  | "A Distância"        | 3:23    |  |
| 3.  | "Zuado e Apaixonado" | 3:09    |  |
| 4.  | "Castigo"            | 3:10    |  |
| 5.  | "Rotina"             | 3:19    |  |
| 6.  | "Mulher"             | 3:32    |  |

Lado B
| N.º | Título                   | Duração |  |
| 1.  | "Parabéns Amor"          | 3:36    |  |
| 2.  | "Deixa-me Deixar Você"   | 3:05    |  |
| 3.  | "Dói Cotovelo"           | 3:21    |  |
| 4.  | "O Vestido"              | 2:28    |  |
| 5.  | "Eu Te Amo por Nós Dois" | 3:11    |  |
| 6.  | "Não Existem Motivos"    | 3:17    |  |